# New Brighton (New York)
New Brighton ist ein Stadtviertel an der Nordküste des Stadtbezirks  Staten Island in New York City. Das Viertel umfasst ein älteres Industrie- und Wohngebiet am Hafen entlang des Kill Van Kulls westlich von St. George. New Brighton wird im Norden durch Kill Van Kull, im Osten durch die Jersey Street, im Süden durch die Brighton und Castleton Avenues und im Westen durch die Lafayette Avenue begrenzt. Im Osten grenzt es an St. George, im Süden an Tompkinsville.

## Einzelnachweis
1. ↑  New Brighton (Staten Island) neighborhood. Abgerufen am 27. August 2023